# Wikisoftware
Onder wikisoftware wordt verstaan de verzameling of verzamelingen computerprogramma's die nodig zijn om een wiki op een server te draaien.
De wikisoftware zorgt ervoor dat alle informatie op de juiste plaats terechtkomt, hij regelt op hoog niveau alle dataverkeer, doet het versiebeheer, houdt gebruikersvoorkeuren bij; kortom hij doet alles wat nodig is om een wiki mogelijk te maken.
Het originele wiki-principe van Ward Cunningham kan op verschillende manieren zijn uitgewerkt. Deze Nederlandstalige Wikipedia is slechts één zo'n uitwerking daarvan. In het Engels wordt een bepaalde implementatie van wikisoftware ook wel een WikiEngine genoemd.
Vaak draaien wiki's in een webserver/database-omgeving. Men zou ook kunnen zeggen dat wikisoftware daar bovenop is gebouwd. In dat geval hangt de uiteindelijke werking van de wiki wel af van de aanwezigheid en configuratie van de onderliggende lagen (webserver, database, besturingssysteem en computer), maar deze worden meestal niet als tot de wikisoftware behorend gezien.
| Wikisoftware         |
|                      |
| Webserver - Database |
|                      |
| Besturingssysteem    |
|                      |
| Hardware             |
|                      |
| Internet             |
Ook de inhoud van een wiki wordt niet tot de wikisoftware gerekend. De software van de Nederlandstalige Wikipedia bestaat (anno 2007) voor het grootste deel uit PHP-scripts, maar ook de documentatie erover, stylesheets, configuratiebestanden, enzovoorts worden beschouwd als tot de wikisoftware behorend.
Wikisoftware draait grotendeels op een server, maar op het moment dat ook kleine stukjes JavaScript-code naar clients worden toegestuurd, zou men kunnen zeggen dat een klein gedeelte van de wikisoftware zelfs gedistribueerd wordt uitgevoerd.

## Lijst van wikisoftware
- MediaWiki
- Foswiki
- DokuWiki
- TWiki
- TikiWiki